# 一玄亭米多朗
一玄亭 米多朗（いちげんてい よねたろう、 1966年4月23日 - ）は、落語芸術協会所属の落語家。本名は水嶋 護。まむしプロダクションと業務提携。

## 略歴
- 1966年（昭和41年）4月23日 - 東京都大田区西糀谷（羽田蒲田近辺）に駄菓子屋の次男として生まれる。
- 1986年（昭和61年）4月 - 東八郎笑塾に第1期生として入塾。
  - 東八郎劇団員として本多劇場、新宿コマ劇場公演、近藤真彦講演、坂東玉三郎公演などに出演。
- 1988年（昭和63年）6月9日 - 桂米助に入門し、前座となる。前座名は「桂でっどぼうる」。
- 1992年（平成4年）8月1日 - 二つ目に昇進し、「桂デッドボール」と改名。
- 2002年（平成14年）5月1日 - 真打に昇進し、「桂米多朗」と改名。
- 2023年（令和5年）9月 - 米助一門を離脱し、「一玄亭米多朗」に改名。

## 人物
- 身長は173cm、体重68kg、靴のサイズは25cm。
- 血液型はAB型。
- 好きな食べ物は寿司、肉、甘い物。
- 現在は川崎市多摩区中野島から稲田堤に在住。
- 川崎市立中野島中学校PTA会長を務めた。
- 川崎市多摩区初代観光大使である。
- 川崎しんゆり芸術祭アルテリッカ演芸座長である。

## 主な出演番組
- 温泉天国 ゆの旅 - レポーター
- 桂米多朗のお金持ちになりたい - 金運レポーター
- サンデージョッキー（NHKラジオ第1）
- ふれあいラジオパーティ（NHKラジオ第1）
- マネーサラダ・人とお金の物語 「落語で語る人物伝」（BSジャパン）
- おもしローカルいばラジオ（茨城放送） - パーソナリティー
- お好み寄席（NHK-BS2） - 大喜利レギュラー

## 雑誌
- 週刊ポスト 「シアトル・マリナーズ イチロー観戦ツアー」 - 特派員（皿回しでアメリカ国内メディアに取り上げられる）